# Ludvika (đô thị)
Đô thị Ludvika (Ludvika kommun) là một đô thị ở hạt Dalarna, miền trung Thụy Điển. Thủ phủ là thị xã Ludvika.
Năm 1971, thành phố Ludvika (lập năm 1919) được hợp nhất với các đô thị lân cận Grangärde và Säfsnäs để tạo thành đô thị như ngày nay.

## Các đơn vị trực thuộc
Số liệu vào thời điểm năm 2004.
1. Ludvika 13.724
2. Grängesberg 3.356
3. Sunnansjö 758
4. Saxdalen 752
5. Fredriksberg 741
6. Nyhammar 682
7. Sörvik 540
8. Blötberget 529
9. Persbo/Gräsberg 459
10. Gonäs 432
11. Landforsen/Håksberg 438
12. Grangärde 374

- Khác/Nông thôn 2.967

(source:  Lưu trữ ngày 4 tháng 9 năm 2005 tại Wayback Machine)